# Cacia malaccensis
Cacia malaccensis là một loài bọ cánh cứng trong họ Cerambycidae.